# Strangalia sinaloae
Strangalia sinaloae är en skalbaggsart som beskrevs av Chemsak och Linsley 1981. Strangalia sinaloae ingår i släktet Strangalia och familjen långhorningar. Inga underarter finns listade i Catalogue of Life.